# Ulster Protestant Volunteers

Les Ulster Protestant Volunteers (UPV, français : Volontaires protestants de l'Ulster) sont une organisation paramilitaire loyaliste nord-irlandaise fondée en 1966 par Noel Docherty, secrétaire de l'Ulster Constitution Defence Committee, pour soutenir Ian Paisley. Tentant de se procurer des armes, Noel Docherty est condamné à deux ans de prison pour possession d'explosif le 18 octobre 1966. Ian Paisley nie alors toute implication dans l'UPV et exclu Docherty de son Église et de l'Ulster Constitution Defence Committee. L'organisation continue son activité, en particulier contre le mouvement des droits civiques, en collusion avec d'autres groupes paramilitaires comme l'Ulster Volunteer Force, jusqu'à la fin des années 1960. 